# Бобаја (Горж)
Бобаја (рум. Bobaia) насеље је у Румунији у округу Горж у општини Аниноаса. Oпштина се налази на надморској висини од 176 m.

## Становништво
Према подацима из 2002. године у насељу је живело 325 становника, од којих су сви румунске националности.